# Spathius deplanatus
Spathius deplanatus är en stekelart som beskrevs av Chao 1978. Spathius deplanatus ingår i släktet Spathius och familjen bracksteklar. Inga underarter finns listade i Catalogue of Life.